# 埃夫勒区
埃夫勒区（法語：arrondissement d'Évreux）是法国厄尔省所辖的一个区。总面积958.7平方公里，总人口138110，人口密度144人/平方公里（2018年）。主要城镇为埃夫勒。

## 辖区
埃夫勒区辖有103个市镇。